# Большой Керан
Большой Керан — река в России, течёт по территории городского округа Ухта Республики Коми. Устье реки находится в 58 км по правому берегу реки Седъю. Длина реки составляет 36 км.

## Притоки
- 8 км: Керанвож (лв)
- 10 км: Джынтуяёль (пр)

## Данные водного реестра
По данным государственного водного реестра России относится к Двинско-Печорскому бассейновому округу, водохозяйственный участок реки — Печора от впадения реки Уса до водомерного поста Усть-Цильма, речной подбассейн реки — бассейны притоков Печоры ниже впадения Усы. Речной бассейн реки — Печора.
Код объекта в государственном водном реестре — 03050300112103000076127.